# Jamie Cope
Jamie Cope (Stoke-on-Trent, 12 september 1985) is een Engels professioneel snookerspeler die in 2001 zijn debuut maakte in het profcircuit.
Hij stond twee keer in de finale van een rankingtoernooi, beide keren verloor hij. Reeds bij de junioren maakte de Engelsman indruk door bijna 50 toernooien te winnen.
Cope speelt rechtshandig en kreeg de bijnaam The Shotgun, voor zijn snelle en agressieve manier van spelen. Zijn hoogste positie op de wereldranglijst bereikte hij in het seizoen 2009/2010, toen hij de zeventiende plaats bereikte.
Cope werd in oktober 2008 de tiende speler in de geschiedenis die meer dan één maximumbreak maakte op een professioneel snookertoernooi, hij deed dat op de Shanghai Masters. Zijn eerste 147 haalde Cope in 2006.
Jamie Cope heeft in een oefenwedstrijd ook de hoogst mogelijke break die mogelijk is in snooker gemaakt. Door gebruik te maken van een vrije bal scoorde Cope 155.

## Belangrijkste resultaten

### Rankingtoernooien

#### Verloren finales
| #  | Seizoen     | Toernooi   | Verloren tegen | Verloren tegen | Score |
| -- | ----------- | ---------- | -------------- | -------------- | ----- |
| 1. | 2006 / 2007 | Grand Prix | Neil Robertson | AUS            | 9-5   |
| 2. | 2006 / 2007 | China Open | Graeme Dott    | SCO            | 9-5   |

### Wereldkampioenschap
| #  | Seizoen     | Editie  | Prestatie    | Extra                              |
| -- | ----------- | ------- | ------------ | ---------------------------------- |
| 1. | 2007 / 2008 | WK 2008 | Eerste ronde | Verloor van Peter Ebdon met 10-9   |
| 2. | 2008 / 2009 | WK 2009 | Tweede ronde | Verloor met 13-12 van John Higgins |
| 3. | 2009 / 2010 | WK 2010 | Eerste ronde | Verloor met 10-4 van Ali Carter    |
| 4. | 2010 / 2011 | WK 2011 | Tweede ronde | Verloor met 13-4 van Mark Williams |